# 巴斯特·基頓
约瑟夫·弗兰克·“巴斯特”·基顿（1895年10月4日—1966年2月1日）是一名美国演员、喜剧演员，电影导演、制片人、编剧和特技演员。他以其无声电影而闻名于世，同时，基顿也因为在其电影作品中标志性依然故我、不苟言笑的肢体喜剧表演风格而收获了“冷面笑匠”（The Great Stone Face）的昵称。影评人罗杰·埃伯特称巴斯特·基顿“在1920年到1929年的特殊时期期间，仍不受外界影响拍摄了一系列的电影，这些电影使他无可置疑地成为电影史上最伟大的演员兼导演。”受雇于米高梅公司之后，他在电影制作中的独立性被剥夺，使得他的职业生涯步入低谷，并开始沾染酗酒的恶习，家庭生活因之而摧毁。直到20世纪40年代，基顿再婚，之后他重新振作，再次参与到喜剧电影的拍摄中直至去世，并因此获得奥斯卡终身成就奖。
基顿在1920年代拍摄的众多电影，如《福尔摩斯二世》（1924年）、《将军号》（1926年）、《摄影师》（1928年）都备受赞誉，其中《将军号》更是被认为是他电影中的杰作。作为巴斯特·基顿众多的崇拜者之一，美国导演、编剧、演员奥森·威尔斯称《将军号》是喜剧电影史上的最高成就，也可能是有史以来最伟大的电影之一。巴斯特·基顿在《娱乐周刊》评选的史上最伟大的50位导演排行榜名列第七名，1999年，美国电影学会评选的好莱坞电影百年百大明星中，他名列男明星排行榜第21位。

## 生平

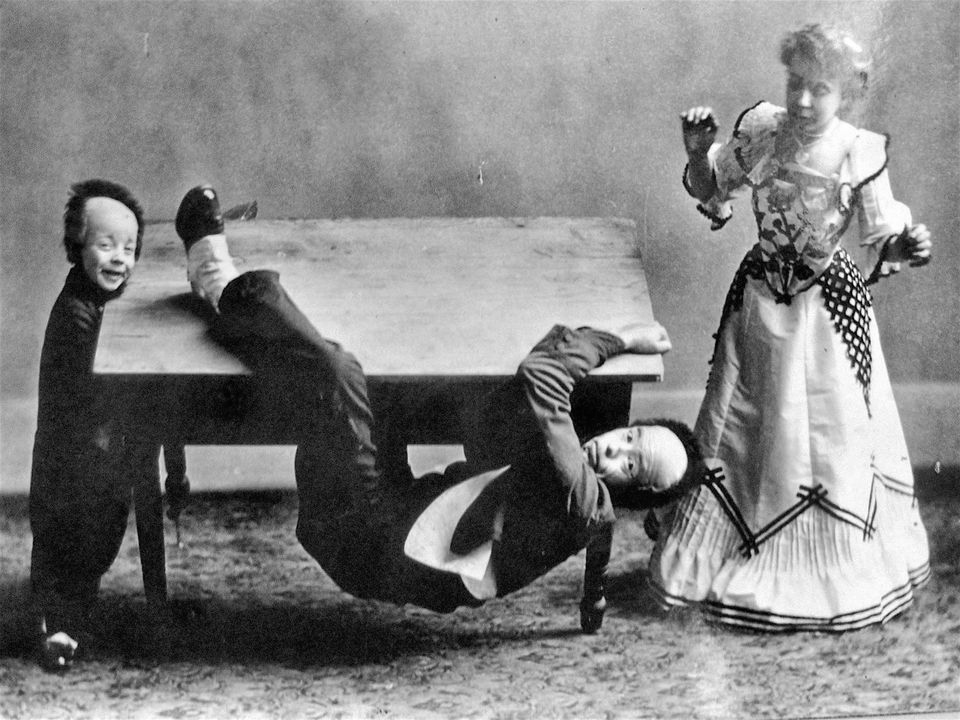
6岁的巴斯特·基顿与他的母亲迈拉、父亲乔·基顿在一次歌舞杂耍表演表演中的照片

### 早年歌舞杂耍经历
基顿出生在堪萨斯州皮奎 (堪薩斯州)的一个歌舞杂耍表演家庭，当时他的母亲迈拉·基顿（本名迈拉·科特勒）在这个小城打工。按照父亲家族的传统，他被命名为“约瑟夫”（Joseph，是基顿家连续第六个被命名为约瑟夫·基顿的孩子），而不支持他父母婚姻的外祖母则将他起名为“弗兰克”（Frank）。不久后，基顿将自己的中间名改为“弗朗西斯”（Francis）。他的父亲约瑟夫·哈利·“乔”·基顿拥有一家公司，名为莫霍克印度医药公司，哈利·胡迪尼巡回演出时，在观众两侧售卖专利药。
根据一个被基顿反复提及，而有可能是杜撰的说法称，基顿在18个月大的时候获得了“巴斯特”（Buster）的昵称。在接受弗莱彻·马克尔的采访时，基顿说那时自己从一段长长的楼梯摔下来却毫发无损，当时在场的胡迪尼看到还是婴儿的基顿从地上坐起来之后，说道：“这孩子真是个小克星（Buster）！” 而据基顿说，在当时，“Buster”这个词常被用来指可能造成伤害的溢出物或坠落物。 而在此之后，基顿的父亲便开始用这个绰号来称呼他。 基顿多次向媒体讲述了这个轶事，其中也包括1964年CBC电视台望远镜节目的采访。
在三岁的时候，基顿开始与他的父母一起作为“基顿三人组”（The Three Keatons）参与演出。1899年他在威尔明顿首次登台表演一出喜剧小品。迈拉在一边吹着萨克斯，而乔和巴斯特则在中央舞台上表演。剧中小基顿处处违背父亲的并激怒他，因此父亲会将小基顿扔向背景板、管弦乐队、甚至是观众。在基顿的衣服上缝有一个手提箱把手，以便于父亲反复不断地把他抛向不同地方。 小基顿从演出中逐渐学会了如何安全落地，所以在舞台上很少受伤。这种闹剧式的喜剧时常遭到虐待儿童的指控，偶尔还会逮捕演出人员。然而巴斯特·基顿总是能够证明他并没有瘀伤或骨折。最后虽然整出剧被定义为“舞台史上最粗鲁不堪的戏剧”，但是基顿也获赞为“不会受伤的小男孩”。多年后，基顿回忆说有赖于恰当的技术执行，他从来没有受到父亲的伤害。 1914年，基顿在接受《底特律新闻》采访时说：“诀窍在于着陆的时候用脚或手来做缓冲或者中断跌落，这就是秘诀，我自幼开始这样的表演，所以这对我来说就像是后天的天性，有好几次如果我不能这样像猫一样着陆，我就会被摔死，那些效仿我们演出的人往往因为难堪治疗的痛苦而难以长久地演出。”
基顿还说当时自己十分享受，以至于有时他会在父亲把他扔向观众的时候大笑不止。但是当发现这样会让观众的笑声减少之后，他便逐渐发展出了后来标志性的无表情演出。
而后这出戏因为法律禁止儿童演员参演歌舞杂耍表演而受阻。据基顿的一位传记作者说，基顿在纽约演出时被勒令去学校上学，但他只去了不到一天。虽然面对着法律的重重阻碍，也在英国的杂耍戏院经历了灾难般的演出，但基顿仍是剧院里一颗闪闪发光的新星。基顿很晚才跟着自己的母亲学会了读写。在21岁时，由于父亲的酗酒问题影响了家庭演出的声誉，基顿和母亲搬到了纽约，他的演艺生涯也从歌舞杂耍表演逐渐过渡到电影表演上来。

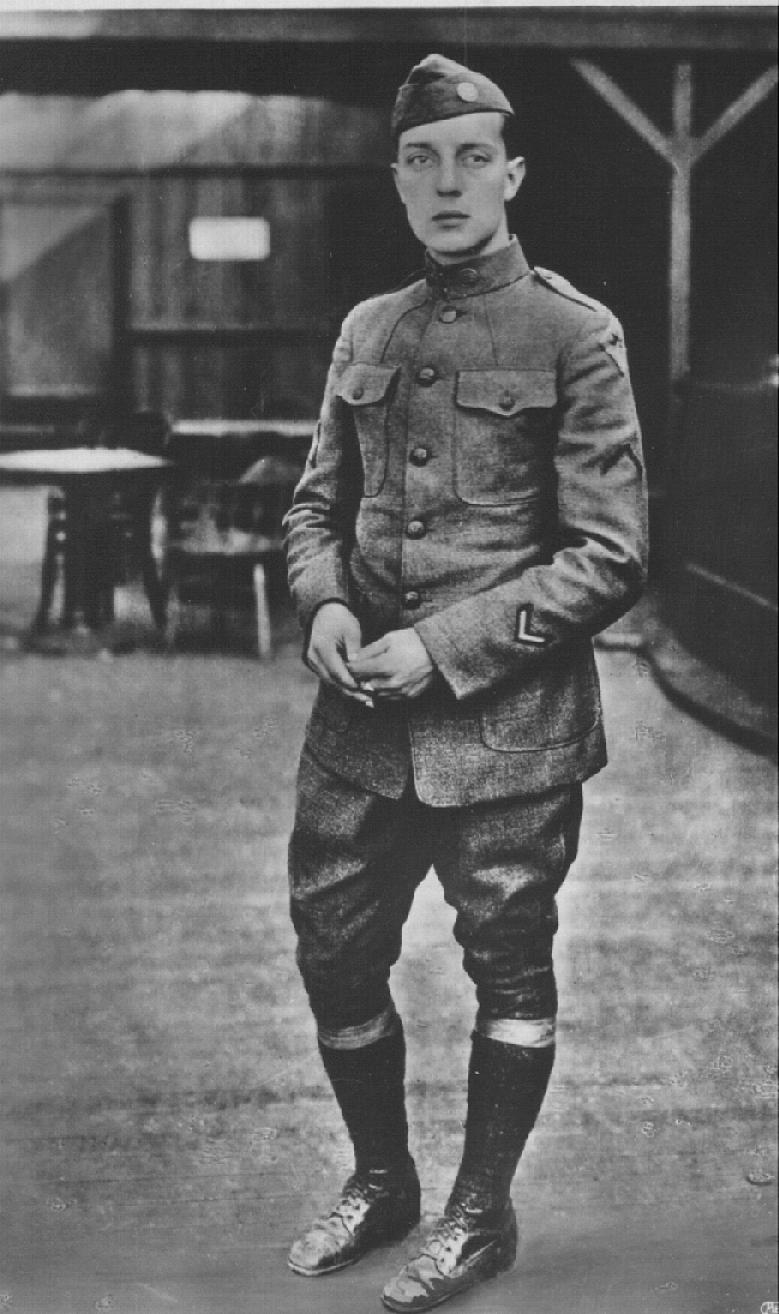
战时服役期间的巴斯特·基顿，摄于1918年

第一次世界大战期间，基顿正在美军服役，他跟随第四十步兵师前往了法国。他的部队没有参与作战，也并没有像后来的其他一些部队那样被拆散作为替补补给。 在服役期间，基顿的耳伤感染，使他的听力受到了永久损伤。

### 无声电影时期

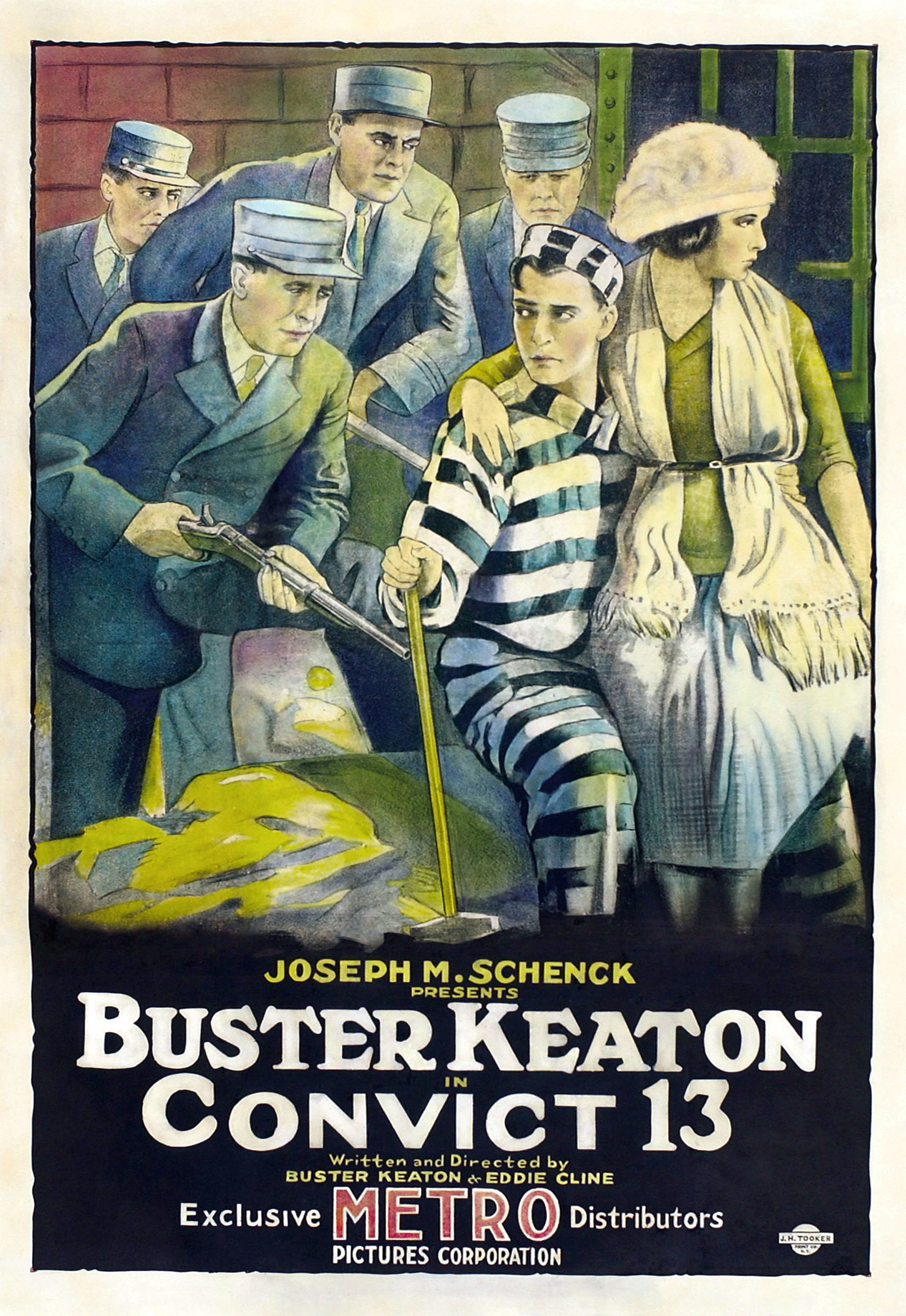
《13号囚犯》（1920年）的海报

1917年2月，基顿在纽约塔尔梅奇工作室结识了罗斯科·“大胖”·阿巴克尔，当时的阿巴克尔是马克·塞耐特旗下的演员。乔·基顿不赞成拍电影，而巴斯特也对这种新兴媒介持保留意见。他与阿巴克尔的第一见面时，他向对方要求借一台摄影机让他研究。他把摄影机带回酒店的房间，并把它拆开又重新装好。在粗略了解了摄影的机制后，第二天他便拿着摄影机回去要求对方提供一份工作。于是他便作为联合主演和笑星被公司雇佣，并参与拍摄了第一部电影《屠夫小子》。后来基顿说在这之后不久他便成为了阿巴克尔的第二导演以及其段子团队的唯一人选。到1920年为止，他一共出演了阿巴克尔的14部短片。这些短片都很受欢迎，然而与之后的“大石脸”基顿不同的是，在这些短片中，他经常做出微笑甚至大笑。基顿与阿巴克尔成为了挚友，后来在大众指责阿巴克尔应对女演员弗吉尼亚·拉佩的死亡负责时，基顿也成为了包括查理·卓别林在内的少数几位支持阿巴克尔的明星。 （阿巴克尔最终被无罪释放，陪审团对他遭受的不公待遇道歉。）
1920年，电影《傻瓜》发行，这是基顿第一次担任长篇电影主演。电影改编自一出经典剧《新亨利埃塔》（The New Henrietta），此前已有一版道格拉斯·范朋克主演的名为《羔羊》（the lamb）电影版本，范朋克在出演五年后向基顿推荐了这出戏剧，并推荐他担任主演，因为这部戏本身带有一定的喜剧元素。
在基顿与阿巴克尔的成功合作之后，赛耐特为基顿打造了他自己的独立制作单元《巴斯特·基顿喜剧系列》（Buster Keaton Comedies）。他制作了一系列的短片喜剧电影，包括《一周》（One Week，1920年）、《剧院》（The Playhouse，1921年）、《警察》（Cops，1922年）以及《电气化屋子》（The Electric House，1922年）。之后基顿转向了长篇电影。

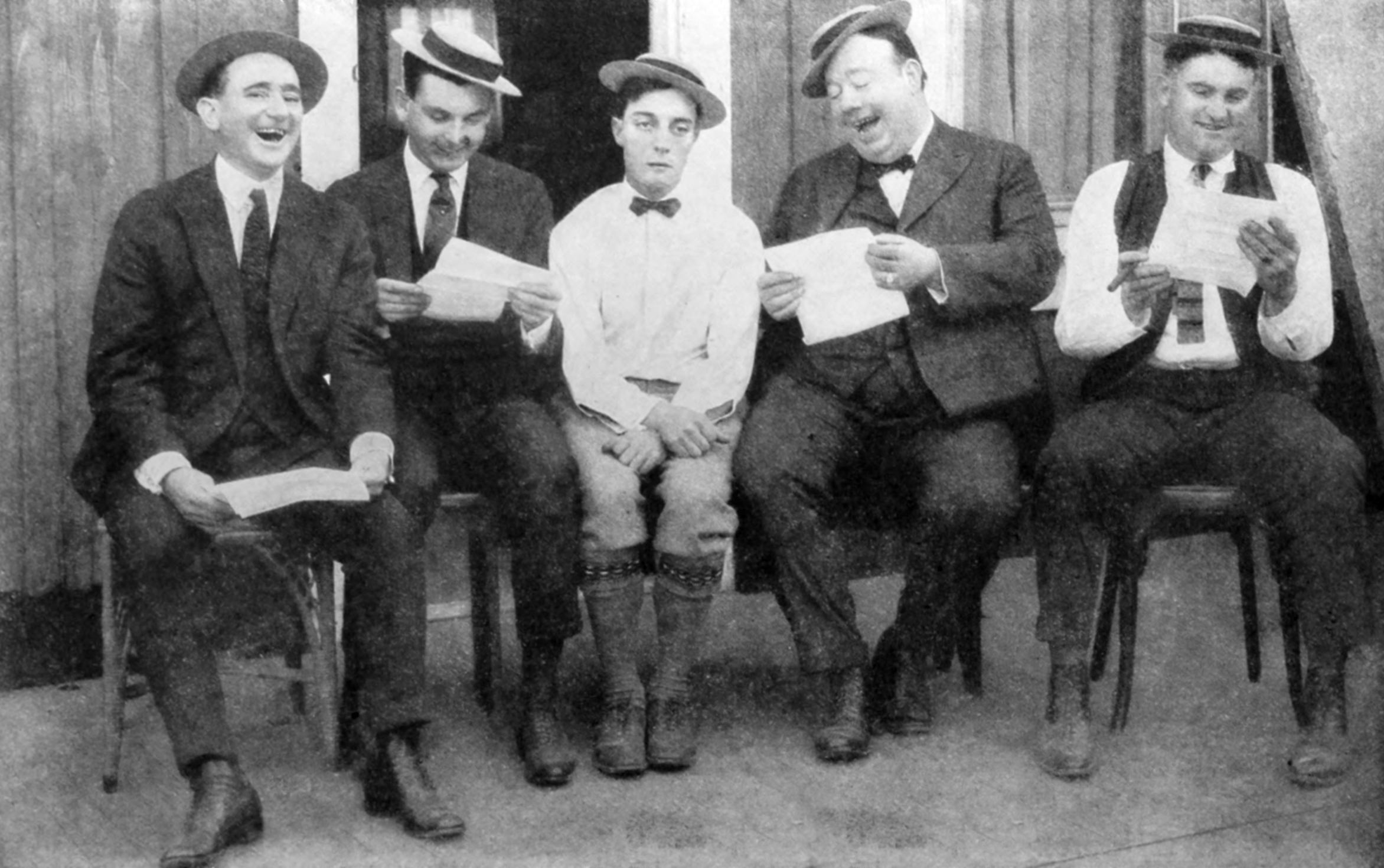
1923年拍摄的基顿（中）和他的写手团队（从左至右）：约瑟夫·米切尔、克莱德·布拉克曼、让·海维斯以及艾迪·柯兰

基顿的写手团队包括克莱德·布拉克曼、约瑟夫·米切尔、让·海维斯，但是最天马行空的笑料通常都是由基顿本人构思出来的。喜剧导演李欧·麦卡瑞在回忆当年拍摄闹剧电影时，说：“我们都想从别人手下挖走段子写手。但是在巴斯特·基顿那里这根本行不通，因为他最棒的那些点子都是他本人想出来的，而我们没法挖走他本人！”而有一些极为大胆的点子需要危险的特技完成，基顿都是在极大的受伤风险下完成的表演。在拍摄《福尔摩斯二世》中的铁路上的水塔镜头时，从水塔上倾泻而下的水流使基顿的颈部骨折，但是他直到多年后才发现了这一点。《船长二世》（Steamboat Bill, Jr.）中有一幕要求基顿从镜头外跑到镜头中央，随后一个两层房屋的一面墙会从他身后拍下来，基顿饰演的角色正好穿过二层打开的窗户而毫发无伤。这个特技镜头对站位的要求极为精准，因为正面墙体重达两吨，而窗户只在基顿身旁给出几英寸的余量。这一幕也成为他电影中最经典的镜头之一。

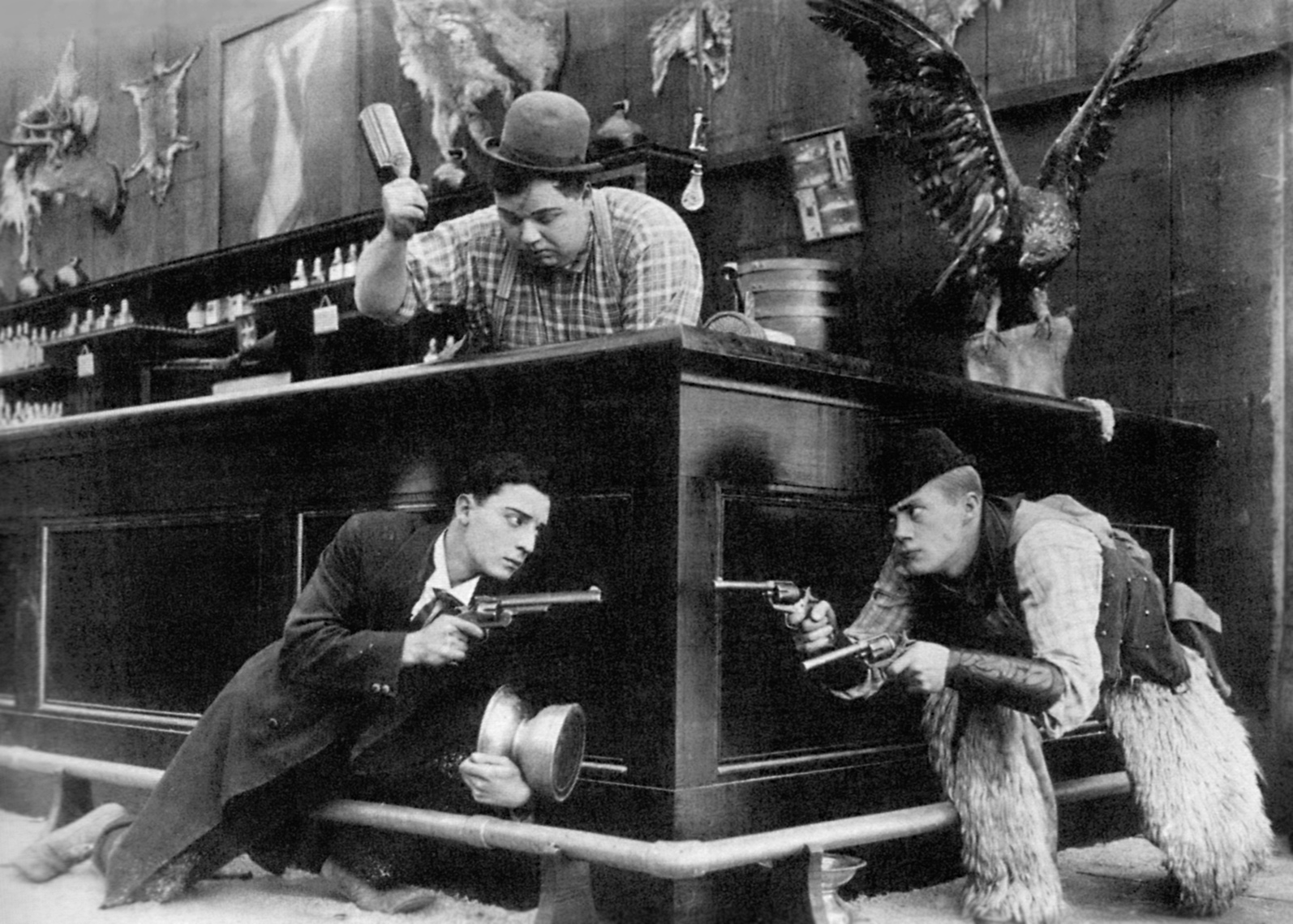
基顿、罗斯科·阿巴克尔和阿尔·圣约翰，摄于1918年

除了《船长二世》（1928年），基顿这段时期的长篇电影还包括《待客之道》（1923年）、《大航海家》（1924年）、《福尔摩斯二世》（1924年）、《七次机会》（1925年）、《摄影师》（1928年）以及《将军号》（1926年）。《将军号》的故事背景设置在美国内战时期，基顿将他对火车的痴迷融合在了电影中，特别是一幕史诗级别的机车追逐镜头。影片选用了一个风景如画的场景重现了战时的真实事件。虽然这部电影后来被视作为基顿最伟大的电影成就，但是在上映之时却毁誉参半。对于一些喜欢轻松喜剧的影迷来说这部电影太过戏剧化了，一些影评人在说这部电影“缺乏笑料”的同时，也质疑了基顿选用喜剧方式拍摄内战的想法。
因为《将军号》遭到的批评，基顿付出了沉重的代价，他再也没能完全掌控自己电影的拍摄。他电影的分销商联美公司坚持要安排一位制作经理，负责监督其费用开支并在某些特定的故事元素上进行干预。基顿忍受着这样的待遇继续拍了两部长篇电影，之后便以放弃独立制作电影的代价转入到好莱坞最大的工作室米高梅（MGM）公司。作为失去了独立性的电影制作人，加上有声电影到来的冲击（即便他本人有意转变到有声片的拍摄），以及不断上升的私人问题使得基顿在此后的有声电影拍摄初期备受煎熬。

### 有声电影及电视拍摄时期
1928年，基顿与米高梅签约，他后来称这是他一生最错误的一次决定。当他意识到以米高梅为代表的各大工作室会严重限制他的创意投入时，一切已经太晚了。比如，他提出的将早期作品《困扰婚姻》重制为有声电影的提议被工作室拒绝，而后工作室改变主意，但是却强迫他按照一部对话繁多的剧本重拍。基顿与米高梅签约后的第一部自编无声电影《摄影师》（1928年），虽然得到了米高梅的准许，可以参与一些创意工作，然而，工作室还是把导演一职交给了爱德华·塞奇威克。
米高梅为了保护自己的投资，强迫基顿在一些危险的场景中使用替身，这是基顿在全盛期从未采用的。“特技演员是得不到笑声的，”基顿如是说。在这个时期诞生了他在米高梅商业上最成功的的几部电影。米高梅尝试让以简洁为特色的基顿与以吵闹为特点的吉米·杜兰特合作，拍摄了包括《激情水管工》（1932年）、《轻而易举》（1932年）、《啤酒大王》（1933年）在内的多部电影。《啤酒大王》是基顿在美国主演的最后一部电影。这些电影都备受欢迎。（30年后，基顿和杜兰特双双客串出演了电影《疯狂世界》，虽然二人并未同框出现。）
在基顿最初的几部有声电影拍摄过程中，每个场景基顿和其他演员都要拍摄三遍：一遍用英语，一边用西班牙语，剩下的一遍用法语或德语。演员们会一次几句地对外语剧本进行语音记忆，然后立即拍摄。这一点也在TCM纪录片《巴斯特·基顿：痛的有趣》中被证实，片中基顿抱怨这些糟糕电影的拍摄不止一次，而是三次。
1933年，在《啤酒大王》制作期间，基顿十分沮丧，因为尽管电影十分成功，但米高梅在拍摄完成后就与他解除了合约。1934年，基顿接受了邀请，前往巴黎拍摄独立电影《香榭丽舍之王》（Le Roi des Champs-Élysées）在这个时期，他还在英国拍摄了另一部电影《入侵者》（The Invader）。

#### 教育影业
在基顿重回好莱坞后，他以为教育影业拍摄16部喜剧短片的形式回归荧幕。这些短片大多是简单的视觉喜剧，大部分的笑料由基顿提供，笑料大都来源于他的家庭歌舞杂耍表演和他的早年电影。教育影业系列短片中最经典的作品是《歌剧大满贯》（Grand Slam Opera），片中他作为一名业余竞争者在他自己的剧中饰演巴斯特。1937年系列剧结束后，基顿作为一名段子写手回到了米高梅，并参与到了马克思兄弟的电影《马戏团的一天》（1939年）和《西部成金》（1940年）的制作中，还为雷德·斯克尔顿提供素材。在喜剧工作上，他还为露西尔·鲍尔提供了帮助和建议。

#### 哥伦比亚影业
1939年，哥伦比亚影业与基顿签约，两年内基顿共出演了十部喜剧短片。这些短片大都由朱尔斯·怀特导演，他偏爱粗俗喜剧和闹剧，使得这些短片风格更偏向于怀特的活宝三人组系列喜剧。基顿的最爱是该系列的首部作品《来自西部的害虫》，这是基顿偏小众的作品《入侵者》（1935年）的翻拍版本，然而与原作相比，这个版本更加短小紧凑，导演也并非是怀特，而是著名喜剧演员麦克·塞纳的导演，具有丰富经验的德尔·洛德。影迷和放映商十分喜爱哥伦比亚的基顿系列喜剧，这也证明了基顿这位喜剧演员仍有其影响力和吸引力。但是，从整体看来，哥伦比亚时期的基顿短片是其戏剧作品中最差的作品，这一观点在基顿的自传中也得到了其本人的佐证。这一系列的最后一部是《她的油是我的》，基顿发誓今后绝不会“再拍任何的劣质喜剧短片。”

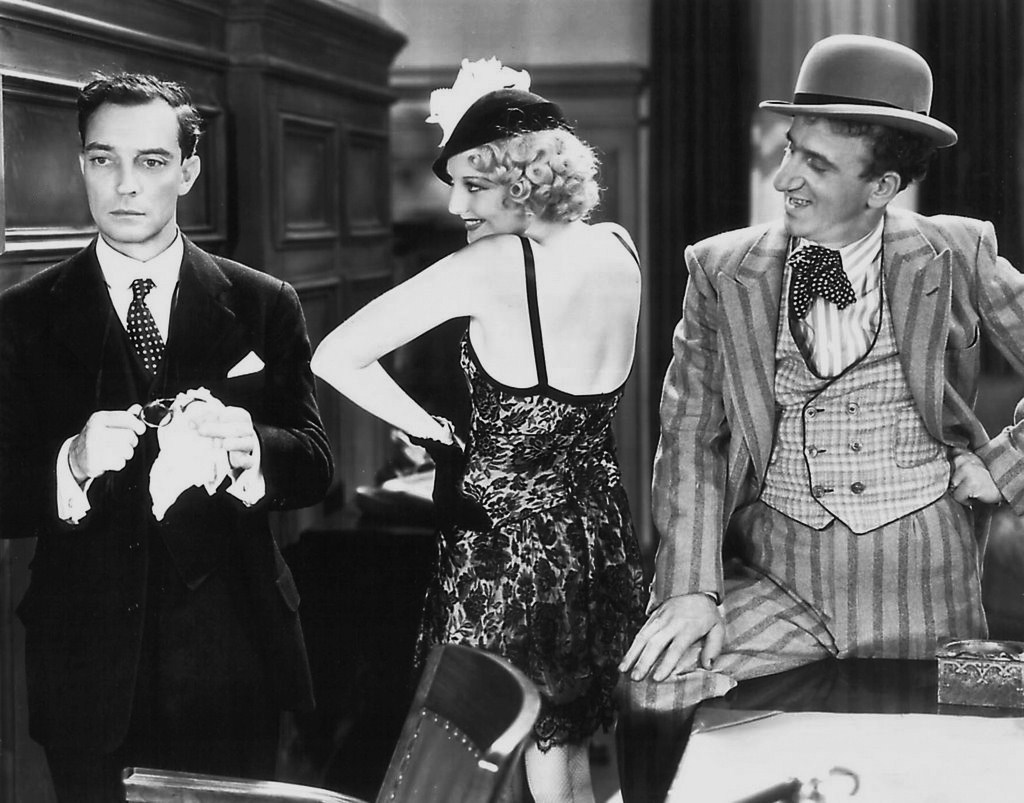
《轻而易举》片中的基顿、塞尔玛·托德和吉米·杜兰特

#### 20世纪40年代及客串出演电影
在1940年再婚之后基顿终于稳定下来，此时他的生活也更轻松，他放弃了哥伦比亚影业，转而投向不那么紧张激烈的电影客串工作。40年代期间，他既主演电影，也客串其他的一些电影。他在墨西哥拍摄了自己最后一部主演的电影《当代蓝胡子》（El Moderno Barba Azul，1946年）；这是一部小成本制作电影，直到80年代推出录像带才能在美国看到，美版的译名叫《月上巨响》。1949年，影评人重新发掘了基顿，制作人也时常与他签约拍摄一些更大型的“精品”电影。他客串出演的电影包括《美好的夏天》（1949年）、《日落大道》（1950年）以及《环游世界八十天》（1956年）。《美好的夏天》第一幕朱迪·加兰和范·强森在街头偶遇的镜头，基顿亲身指导了二人。剧中强森一直向生闷气的加兰道歉，却火上浇油地搞乱了她的发型并撕坏了她的裙子，这个喜剧点子也是由基顿想出来的。
基顿还在电影《疯狂世界》（1963年）的结尾部分饰演了吉米的角色。吉米帮助了片中由斯潘塞·特雷西饰演的C.G.卡尔佩珀船长，为他准备了逃亡用的小船，虽然最后他并未能成功逃走，船也并没派上用场。（在2013年电影的修复版中，修复了一幕吉米和卡尔佩珀通话的场景。这幕戏在这部电影的路演之后便遗失了，之后仅存有音频，是利用静止画面重修了这一幕）基顿还在电影《春光满古城》（1966年）中客串出演。而这部电影发行时，基顿已经去世，这次客串也成为了他的遗作。
基顿还出现在查理·卓别林的讲述两位笨拙的舞台音乐人的电影《舞台春秋》（1952年）中，不禁使人回想起他当年讲述歌舞杂耍表演的短片《剧院》。除了1922年一部少有人知的电影《观星》（Seeing Stars）之外，《舞台春秋》是这两位伟大喜剧演员的唯一一次共同出演。

 
1949年，喜剧演员埃德·温邀请基顿参加他在CBS电视台的一档在西海岸直播的喜剧综艺节目《埃德·温秀》。由于跨洲同轴电缆直到1951年9月才发明出来，所以当时为了将节目分发到美国其他地区，节目组特地制作了录影带。

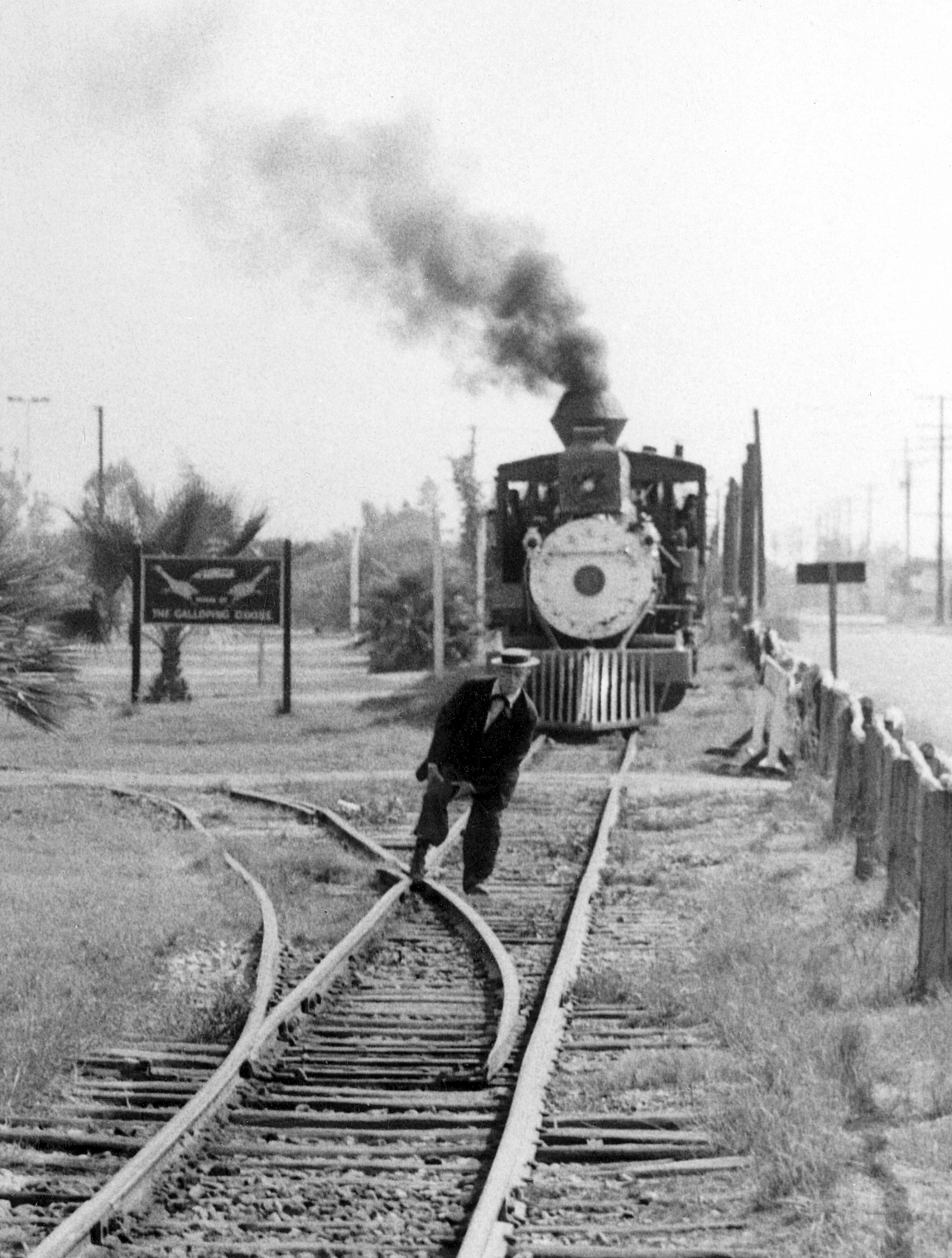
基顿假装自己的脚卡在了诺氏果园的铁轨上，摄于1956年

#### 20世纪50-60年代及出演电视作品
1950年，基顿推出了一档十分成功的电视系列剧《巴斯特·基顿秀》，在洛杉矶当地电台直播播出。而后，他又推出了这部系列剧的电影重制版本《与巴斯特·基顿生活》（Life with Buster Keaton），以便在全国播出，但是这个版本并未引起太大反响。他也出现在早期电视剧《费伊·艾默生的奇妙城镇》（Faye Emerson's Wonderful Town）中。剧院放映版本的电影《巴斯特·基顿的不幸遭遇》（The Misadventures of Buster Keaton）便是脱胎于这部电视剧。基顿说自己取消了自己拍摄电视剧的计划，因为每周为电视剧创作新的素材对他来说难以实现。55岁时，他成功地重新改造了他年轻时期的特技之一：将一只脚踩在桌子上，第二只脚通过摇摆的方式上到桌子上，再在半空中腾起摆出一个尴尬的造型，最后落地。主持人盖瑞·摩尔回忆道：“我问他（基顿）是如何做到的，他说‘我给你演示一下’。然后他敞开自己的外套，浑身都是伤痕。这就是他做到的方法，这很疼，但你必须不在意这些疼痛。”

 
与他同时代的哈罗德·劳埃德拒绝电视传媒不同的是，50-60年代期间，基顿定期地在电视上露面使得他的无声电影又重新吸引了大众的关注。1954年，基顿第一次参演电视剧情片——由小道格拉斯·范朋克出品的联卖故事选系列剧“觉醒”（The Awakening）。同时期，他亦做客了NBC出品的脱口秀《玛莎·雷伊秀》。

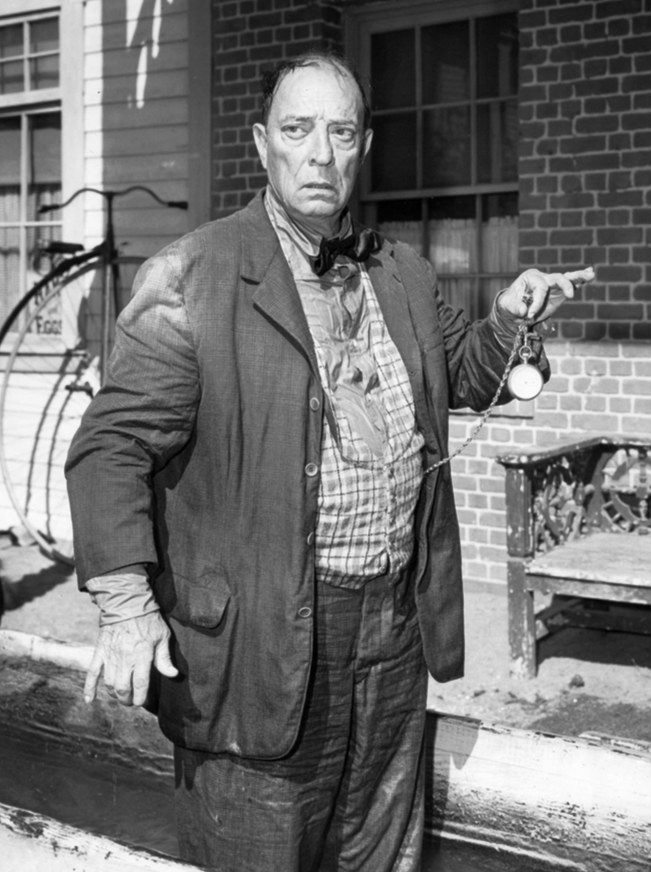
1961年，基顿在《迷离境界》的“很久很久以前”一集中饰演一位时空穿梭者

同样是在1954年，基顿和妻子埃莉诺结识了电影活动策划雷蒙德·洛豪尔，他成为了基顿夫妇重新发行基顿电影的商业合作伙伴。在同一时间，演员詹姆士·梅逊在买下基顿的房子后发现了若干盘基顿影片的胶片。在其中包含基顿作品中遗失已久的《船》（The Boat）。在雷蒙德的协助下，洛杉矶皇冠剧院的艺术中心放映了电影《将军号》，这部电影根据雷蒙德回忆说也是“巴斯特多年未曾看过却心心念念想要观看的”，也正因此雷蒙德和基顿成为了挚友。雷蒙德还回忆道“我当时在放映室。接到一个电话说基顿在大堂。我一下楼就看见了他和埃莉诺。第二天我在他的那栋房子里见到了他。我没想到我们要合力干这件事。但是我意识到他对此并不在意。他说：‘这不值钱。我并不享有任何权利。’”基顿的这些胶片包括长篇电影《三个时代》、《福尔摩斯二世》、《船长二世》、《愛情長跑》（遗失了一盘）以及短片《船》和《我妻子的亲戚》，基顿和雷蒙德将这些即将变质的醋酸纤维素胶片转成了硝化纤维胶片。他们当时并不知晓，米高梅亦存有一部分基顿的作品，包括他1920年-1926年期间所有的长篇电影和他最早的八部短片电影。

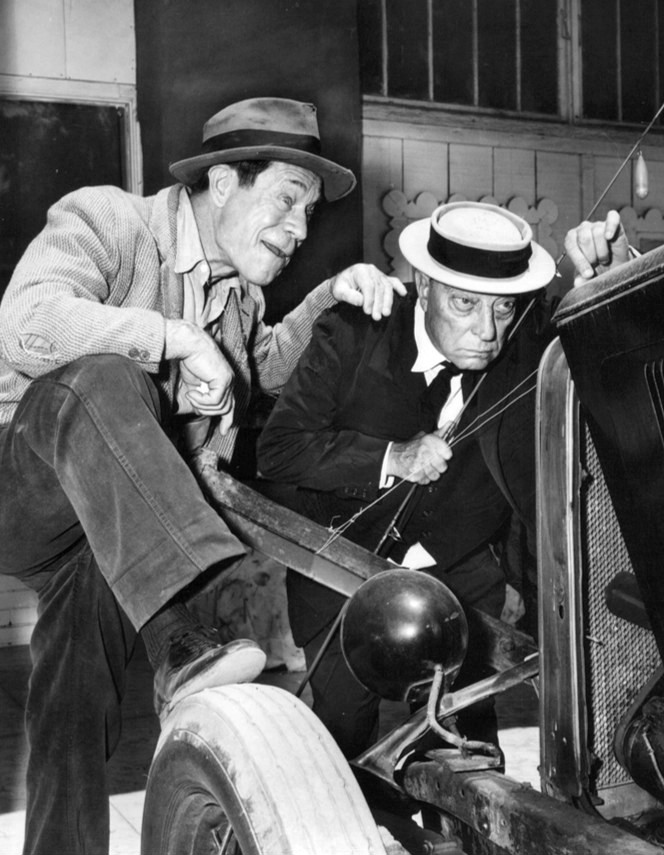
1962年，电视剧《66号公路》“尼尼微之旅”一集中的基顿与乔·E·布朗

1957年4月3日，基顿受主持人、制作人拉尔夫·爱德华兹的邀请做客了了NBC出品的节目《这就是你的生活》（This Is Your Life）。在半个小时的节目中，介绍了基顿的生活，并总结了到当时位置他的所有作品，同时也为当时即将发行的由唐纳德·奥康纳制作的传记片《巴斯特·基顿的故事》（The Buster Keaton Story）做了宣传。
1958年12月，基顿作为嘉宾客串了ABC电视台的脱口秀《唐娜·里德秀》，在“圣诞非常快乐（A Very Merry Christmas）”一集中饰演一位送礼物给生病儿童的医院护工查理。1965年，他再度客串了这个节目的“你看得到我，你看不到我”（Now You See It, Now You Don't）一集。1958年的那集后来被收录在唐娜·里德电视节目的DVD中。这个节目的一位驻演嘉宾保罗·彼得森回忆说：“（基顿）编排了一个令人惊讶的肢体小品。他的技艺非常了不起。我之前从未见过类似的表演。”
1960年8月，基顿在百老汇音乐剧《豌豆公主》（Once Upon a Mattress）的全国巡回演出团队中饰演了沉默的塞克西摩斯国王。他的夫人埃莉诺·基顿参与了合唱。根据剧中饰演他妻子的阿格拉温王后的福里奇·波尔的说法，基顿用自己“无比有趣的幽默感”温暖了所有其他的演员。当巡演来到洛杉矶时，基顿还邀请所有演职人员来到他位于伍德兰希尔的家中参加意大利面聚会，并演唱了歌舞杂耍表演的歌曲给大家助兴。

 
1960年，基顿最后一次回到米高梅，在马克·吐温的《頑童歷險記》的1960年改编电影版本中饰演驯兽师一角。片中的大部分关于吐温原作中密西西比河的镜头摄制于萨克拉门托河。

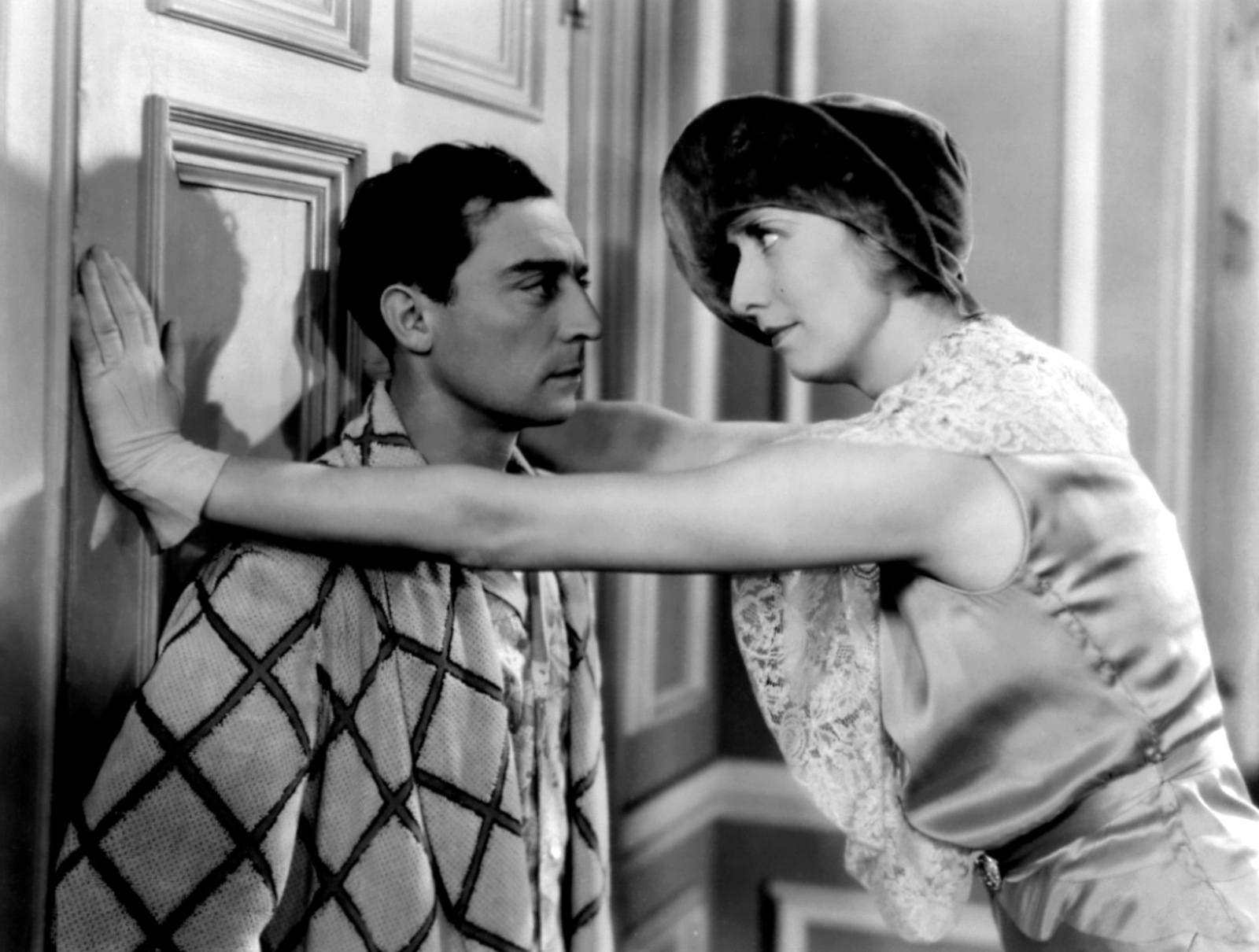
1931年，基顿在其第一部有声电影《客厅、卧室和洗澡》与夏洛特·格林伍德的镜头

1961年，他在《迷离境界》的“很久很久以前”（Once Upon a Time）一集中客串出演，剧中既有无声场景又有有声场景。基顿在剧中出演一位时空穿梭者马利根，为了一顶特别的头盔，从1890年穿越至1960年，并在最后穿越回1890年。
1962年1月，他与喜剧演员厄尼·科沃斯合作，参演了一部名为《药男》（Medicine Man）的电视剧集先导集，1962年1月12日进行了拍摄，不幸的是，次日厄尼就因车祸身亡。《药男》这部剧虽然制作完成也因此未能播出。这一集最后以《克里斯的小马》（A Pony For Chris）的名字被收录于厄尼·科沃斯的DVD中。
基顿也将电视广告的演员作为自己的固定工作，这其中包括1962年在水牛城由吉姆·摩尔导演为西蒙特纯啤酒拍摄的系列无声广告，在这些广告中基顿致敬了部分当年无声电影的场景。
1964年，基顿与琼·布朗德尔以及乔·E·布朗出现在由杰克·帕兰斯主演的讲述马戏团的剧集《戏王之王》（The Greatest Show on Earth）的最后一集中。1965年11月，他又出现在CBS电视台制作的特别节目《向斯坦·劳莱致敬》（A Salute To Stan Laurel）中，这个节目是为了悼念当时刚刚过世的喜剧演员斯坦·劳莱，他也是基顿的好友。迪克·范·戴克、丹尼·凯耶、菲尔·希尔沃斯、格里高利·派克、恺撒·罗摩洛和露西尔·鲍尔也出现在片中，这个节目的所有制作经费来源于美国电影电视基金会。节目中的一个桥段是鲍尔与基顿在一个公园的长椅上，用哑剧的形式假装有两个小丑在一张大报纸上摔跤，最后一位警察（哈维·科曼饰演）破坏了他们玩耍的氛围。这个小作品被命名为《公园里的一天》（A Day in the Park），以全彩方式拍摄并放送。这也是鲍尔和基顿唯一一次同框出镜。

 
基顿参演了四部由美国国际电影公司（American International Pictures）出品的电影：《睡衣派对》（1964年）、《沙滩毯宾果》（1965年）、《如何捕捉一件野生比基尼》以及《柳鶯春色少爺兵》。基顿一如既往地为这四部电影提供了笑料。选用基顿来拍摄这几部电影的导演威廉·亚瑟（William Asher）回忆说：
我一直很喜欢巴斯特·基顿。我想对于他来说在这群年轻人一旁看看热闹，与他们互动，有时没准把他们当做观众，在他们做出一些疯狂的滑稽动作时在一旁默默摇头，这是多么美好的一件事啊……他喜欢这样。他为我带来了点子和想法。他有时会说：“这样如何？”然后他便会展示一些无与伦比的新奇创意。很多人有可能是第一次见到巴斯特·基顿。剧组中很多年轻人之前并不认识他，而当他们认识到他是谁的时候，他们都无比尊敬和崇拜他。像保罗·林德、唐·里柯斯、巴迪·哈克特这样一些后加入的喜剧演员也因为他的伟大而和他很合得来。
1965年，基顿参演了加拿大国家电影局出品的短片《时光快车》。片中他再次戴上了他经典的平顶小礼帽（pork pie hat），坐着一辆电动小推车横跨加拿大，表演着他50年前曾经在电影中表演的笑料。这部电影也是基顿在大荧幕上最后一部无声电影作品。《时光快车》的幕后拍摄过程被制作成纪录片《巴斯特·基顿再出发》，该片同样也是由加拿大国家电影局出品，影片长度是《时光快车》的两倍。
1965年，他在由艾伦·施耐德（Alan Schneider）导演，根据萨缪尔·贝克特原著改编的《电影》（Film）中扮演了一个核心角色。
基顿最后一部出演的商业电影是《春光满古城》（1966年），该片于1965年9月至11月期间拍摄于西班牙。虽然据泰晤士电视报道，由于他日益加重的病情，在一些镜头上不得不使用特技演员，但是他也独自完成了诸多特技，使全剧组都为之震撼。他最后一次参演的电影是1965年由安大略省建筑安全协会与佩里尼有限公司（现改称都铎佩里尼集团公司）合作，在加拿大多伦多上映的安全教育电影《抄写员》（The Scribe）。基顿扮演一位低调的报社门卫。他拦下了要求在报社总部附近的施工现场调查可能存在的安全违规行为的编辑。基顿于电影拍摄完成不久后去世。

## 表演风格和主题

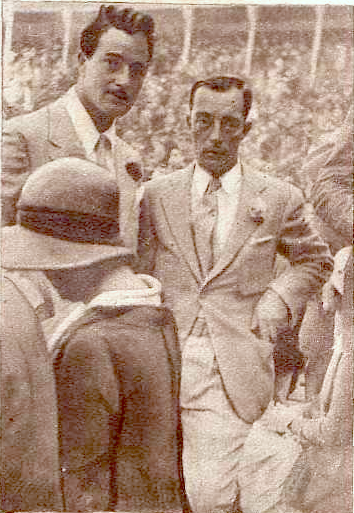
基顿（图右）与吉尔伯特·罗兰在西班牙圣塞瓦斯蒂安的合影，摄于1930年8月

### 戏仿的运用
基顿在他早年歌舞杂耍表演时期就开始研究戏仿技术，当时他主要是戏仿并调侃其他表演者。大多数戏仿的对象都是来自与基顿有合作关系的剧目。当基顿将表演重心从歌舞杂耍转移到电影上时，他戏仿的对象也变成了通俗剧。当然他亦喜欢调侃一些电影情节、电影套路和电影设备。
基顿最令人印象深刻的戏仿来自于《冰封的北方》（1922年），它嘲讽了威廉姆·S·哈特以《地狱的铰链》（1916年）为代表的西部片系列。基顿戏仿了这些电影中反复出现的坏人变成好人的套路，片中戏谑哈特的角色也因为这个套路而被称做“善良的坏人”。这个角色穿着小一号的哈特经典款牛仔帽，两腿上各有一支左轮手枪，在射杀女邻居和她的丈夫的一幕中，他的脸上也流下了哈特标志性的甘油做的假眼泪。20年代的观众对这样的戏仿十分买账，认为这部电影歇斯底里般地搞笑。但哈特本人对基顿的戏谑，尤其是流泪的桥段不以为然，并因此在看过电影的两年内没有和基顿说过一句话。这部电影的开场白本身便带有一种半调侃半正经的语气，取自罗伯特·W·瑟维斯的诗作“丹·麦格鲁的射击”（The Shooting of Dan McGrew）。

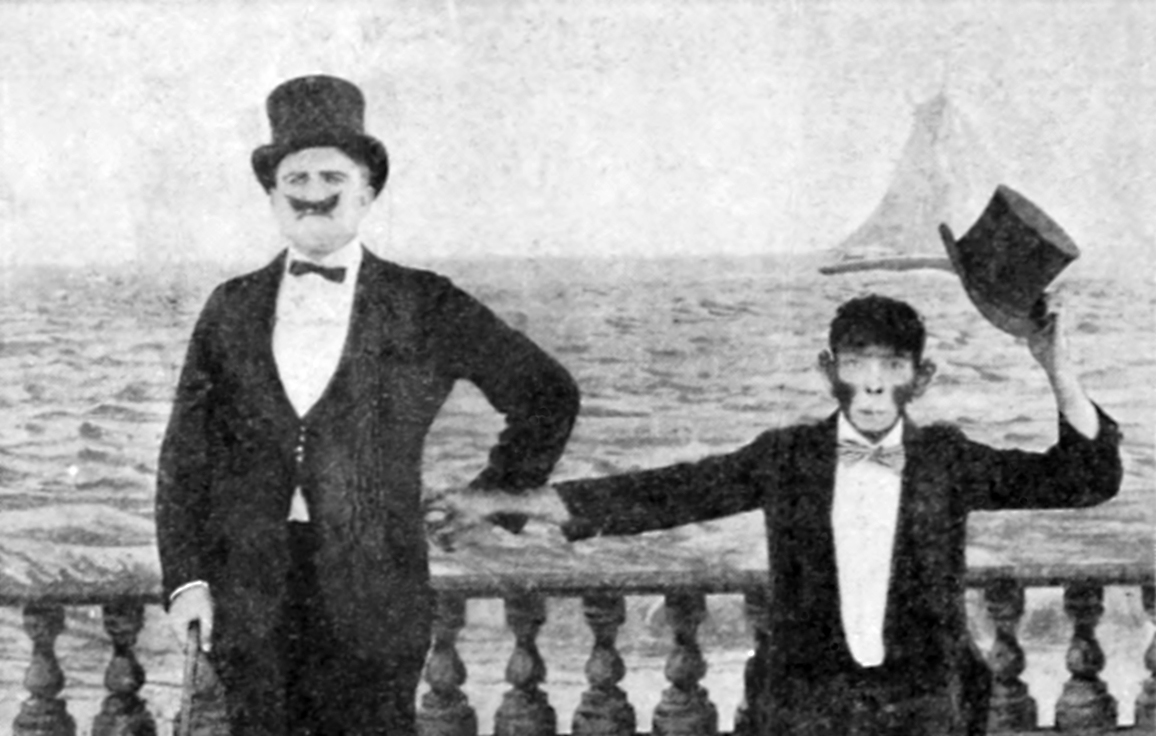
在短片《剧院》（1921年）中的基顿（图右）与克莱因

而在短片《剧院》（1921年）中，他戏仿了他的同行、哈特的制作人托马斯·因斯，此人热衷于在电影制作表中大量署名。该片中还出现了一只会表演的猴子，有可能是对另一部合作剧目《彼得大帝》的嘲讽。在他主演的第一部长篇电影《三个时代》（1923年）戏仿了大卫·格里菲斯的（1916年），它复刻了后者中的平行叙事手法。《三个时代》中亦有对圣经故事中参孙和但以理等故事的戏仿。基顿与爱德华·克莱因共同导演了此片。

### 肢体语言
影评人大卫·汤姆森（David Thomson）在描述基顿式的喜剧风格时说：“巴斯特明显是一个只倾向于相信数学与谬论，而目空其他一切的人……他就像一个一直在寻找正确方程式的数字。看看他的脸吧——这是一张如蝴蝶般美丽的非人的脸庞——你完全在这张脸上面找不到任何情绪。”吉尔伯托·佩雷斯（Gilberto Perez）评论道：“基顿的表演天赋就在于他可以保持一张不苟言笑的脸，却能在同时运用一些微妙的变化鲜活地表达他的内心世界。他那大而深邃的双眼最富灵性；仅仅通过一个凝视，他就能传达极富广度、包罗万象的感情——从渴望到怀疑，从迷惑到悲伤。”影评人安东尼·莱恩（Anthony Lane）还这样评价基顿的肢体语言：
巴斯特的经典站姿站得非常笔直，整个脊背都会用劲，昂首挺胸……（在《将军号》中）他吃力地爬上火车头的顶檐，慢慢向前屈身观察地面，风吹拂着他的头发，下一个弯道正有险情等待着他。他这个动作的角度绝对会让你铭记：他下身笔直，上半身也笔直地向前倾，就好像劳斯莱斯车头的欢愉女神商标一样……（在《三个时代》中）他驾驶着一辆次品汽车越过了路上的一个隆起，车子在他身下摔了个粉碎。在视频上重看这个镜头，你会发现，巴斯特继续驾驶着车的残骸，仍然将手放在方向盘上向前滑行，在汽车碎片的浪潮中十分美妙地缓缓停下来，就好像一位冲浪者一样。
电影史学者杰弗瑞·万斯（Jeffrey Vance）写道：
巴斯特·基顿的喜剧能历久弥新，不仅仅是因为他有着仿佛来自拉什莫尔山的一张岿然不动的经典美式面孔，而是因为这张面孔下的是一位能让电影银幕变得更加高贵的天才演员和导演。基顿的喜剧电影，在歌舞杂耍表演的小打小闹的基础上升华，仿佛是汇集了幽默、精准技艺、熟稔地融汇贯通和出人意料的笑料的一股旋风，经常在人们熟悉的套路上运用视觉效果出奇制胜——这一切都深藏在他那张冷面禁欲的表情之后。

## 个人生活

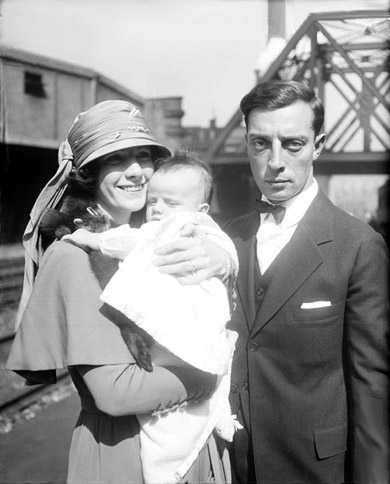
基顿和娜塔莉·塔尔梅奇以及小巴斯特·基顿，摄于1922年

1921年5月31日，基顿与娜塔莉·塔尔梅奇结婚，娜塔莉是基顿的老板马克·塞耐特的妻妹，演员诺尔玛·塔尔梅奇和康丝坦斯·塔尔梅奇的妹妹。她也曾与基顿合作出演《待客之道》。二人育有两个儿子：约瑟夫，又名小巴斯特·基顿（1922年6月2日-2007年2月14日）以及罗伯特·塔尔梅奇·基顿（1924年2月3日-2009年7月19日），在罗伯特出生后，夫妻二人的关系就开始恶化。
受到家庭的影响，塔尔梅奇决定不再继续生孩子，这个决定使得夫妻二人开始分房睡。而她的过度挥霍（她将自己工资的三分之一都用在购买服饰上）也是二人婚姻破裂的原因之一。基顿在20世纪20年代开始与女演员桃乐丝·塞巴斯蒂安约会，30年代初他又开始与凯瑟琳·基伊（Kathleen Key）约会。再多次试图和解无效后，塔尔梅奇与1932年与基顿离婚，离婚时她带走了基顿的全部资产，并不让孩子联系基顿，还将孩子的姓改为了塔尔梅奇。若干年后，当长子约瑟夫18岁时，基顿才与儿子得以重聚。在婚姻的失败以及丧失电影制作独立性的双重打击下，基顿开始选择终日以酒精麻痹自己。
1926年，基顿花费了30万美元在比佛利山丘购置了由建筑设计师基恩·维奇（Gene Verge, Sr.）设计的面积达930平方米（约10,000平方英尺）的住宅，这栋房屋后来被詹姆士·梅逊和加里·格兰特买下。基顿的这栋“意式别墅”也出现在基顿的电影《客厅、卧室和洗澡》中。基顿后来曾说：“我为了这栋豪宅花了不少钱。”1931年，这栋房屋的婴儿房和餐厅失火，造成了约1万美金的损失。火灾发生时，基顿并未在家，他的妻子和孩子安然无恙，并寄住在汤姆·米克斯（Tom Mix）的家中直到次日清晨。
基顿曾一度居住在收容所；根据特纳经典电影频道的纪录片中所述，基顿向哈利·胡迪尼学会了如何从拘束衣中逃生并实验成功。1933年，酗酒时期的基顿与自己的护士梅伊·斯克里文结婚，后来基顿称自己当时是醉酒状态，完全不记得发生了什么（基顿后来称那段时期为“酗酒眩晕”时期）。斯克里文本人在之后也澄清自己在婚后才知道基顿真实的名字是什么。1935年，斯克里文要求与基顿离婚，原因是她发现基顿曾与莉娅·克兰皮特·苏埃尔（Leah Clampitt Sewell，百万富翁巴顿·苏埃尔的放荡的妻子）于同年7月4日在圣巴巴拉的一家酒店开房。1936年，二人正式离婚，为此，基顿又支付了大量离婚补偿费用。
1940年5月29日，基顿与比自己小了23岁的埃莉诺·诺里斯（1918年7月29日-1998年10月19日）结婚。电影史学者杰弗瑞·万斯认为她从过度酗酒中拯救了基顿，并且帮助他重振旗鼓。最终这段婚姻一直维持下去直至基顿去世。

## 逝世

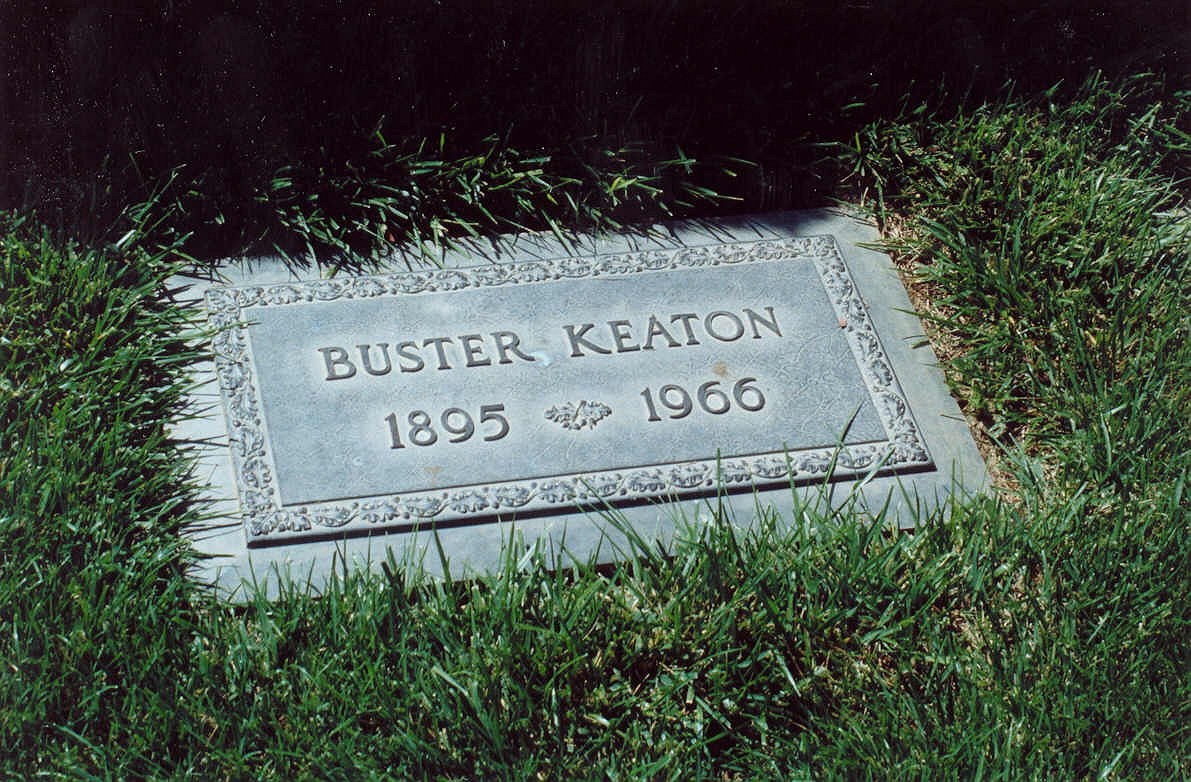
巴斯特·基顿的墓地，位于好莱坞山林荫纪念公园

1966年2月1日，基顿因肺癌在加利福尼亚州伍德兰希尔逝世，享年70岁。尽管他1966年1月被诊断出患有肺癌，但他并未被告知病情已经到了晚期，也并未知晓自己的所患的是癌症；基顿一直认为自己得的是严重的支气管炎，并且已经在好转中。在生命最后的日子里，基顿一直被限制在医院中，他每日在病房内无休止地走来走去，渴望着回到自己家中。在一部英国拍摄的讲述基顿生平的纪录片中，他的夫人埃莉诺告诉泰晤士电视的制片人：基顿并不愿躺在床上，来回地走来走去，甚至在去世的前一天还跟来看望他的朋友打了扑克牌。基顿被葬于加利福尼亚州好莱坞山林荫纪念公园。

## 影响及文化遗产

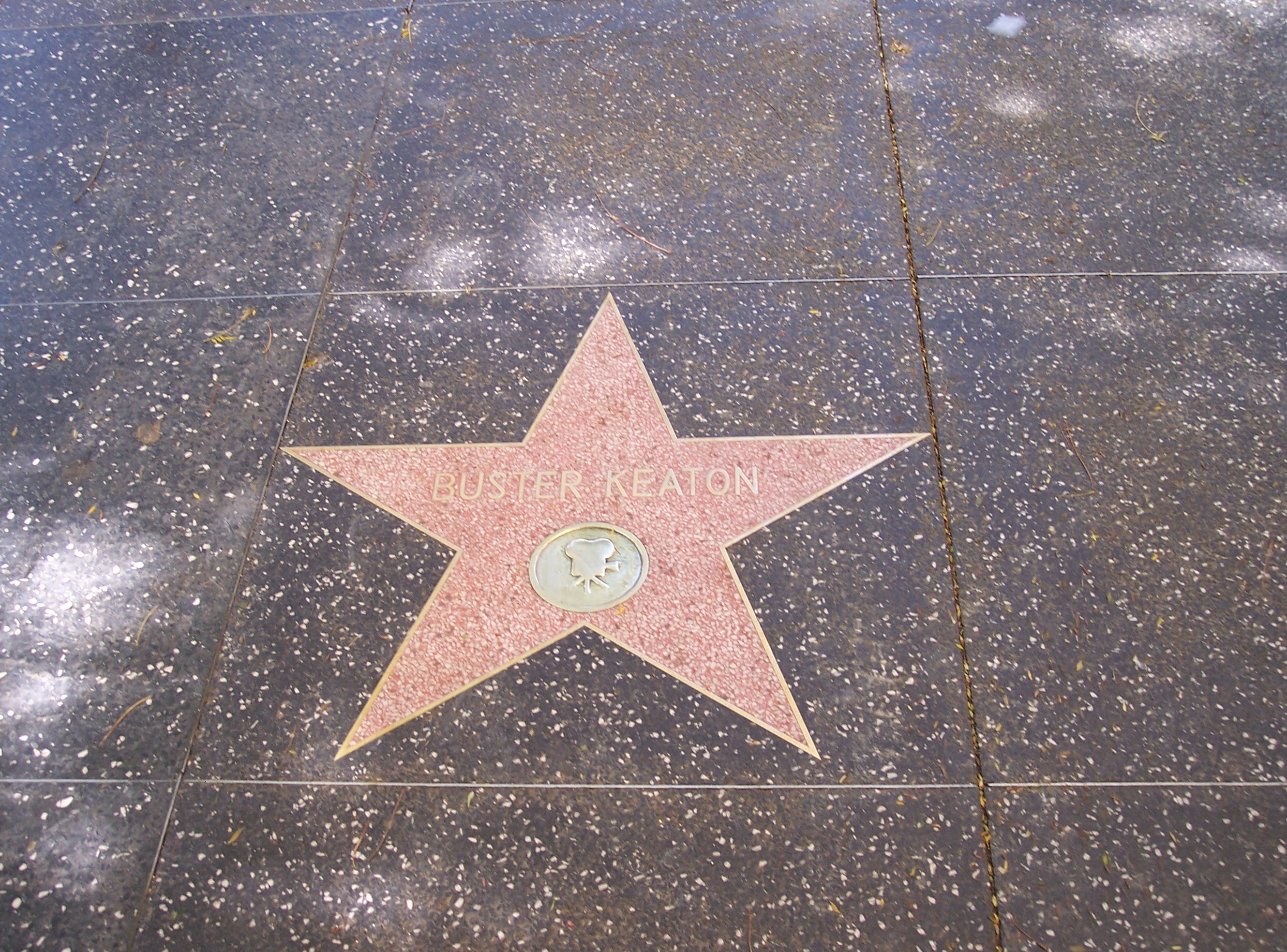
好莱坞星光大道上基顿的星形奖章

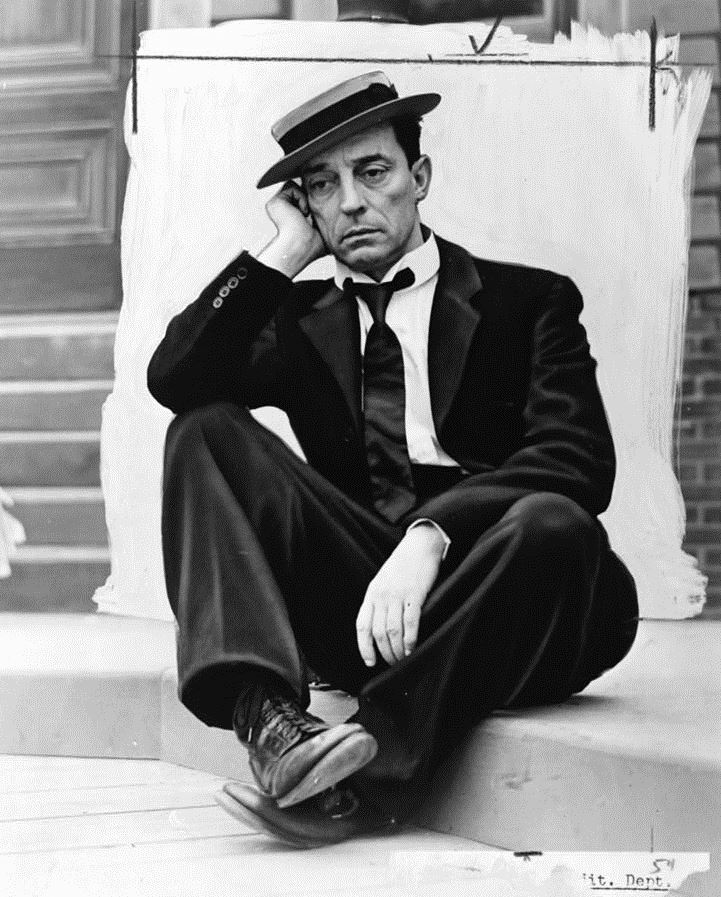
1939年头戴平顶小礼帽的基顿

1960年4月，基顿在第三十二届奥斯卡颁奖典礼上獲頒奥斯卡终身成就奖。基顿在好莱坞星光大道上有两枚星形奖章，一枚位于好莱坞大道6619号（因电影成就授予），一枚位于好莱坞大道6225号（因电视成就授予）。
导演与演员贾克·大地被人称为“有巴斯特·基顿的影子”。
1975年人物传记片《裴斯開登冷面笑史》（The Buster Keaton Story）上映，片中的基顿由唐纳德·奥康纳饰演。该片的剧本由其导演西德尼·谢尔顿创作，但是很多情节都与基顿的真实经历大相径庭，还把基顿的三位妻子融合成了一个角色。1987年的纪录片《巴斯特·基顿：难以效仿》（Buster Keaton: A Hard Act to Follow），由凯文·布朗洛和大卫·吉尔导演，共赢得了两项艾美奖。

 
国际巴斯特·基顿协会于1992年10月4日成立，当天也是基顿的生日。该协会致力于扩大基顿人生和作品的影响力，该协会的会员包括众多来自影视行业的演员、制作人、编剧、美术、配乐、设计师等从业人员，也包括了很多被基顿电影所感染的普通人。该协会的昵称为“达菲诺们”（Damfinos），来源于巴斯特·基顿1921年的作品《船》中的船名。
1994年，漫画家阿尔·赫希菲尔德为美国邮政署绘制了一系列无声电影明星的画像，其中包括鲁道夫·瓦伦蒂诺和基顿。赫希菲尔德说当代的电影明星很难描绘，而像基顿这样的早期无声电影的喜剧演员“本身长得就像漫画一样”。
基顿的肢体喜剧影响了成龙，在成龙的自传纪录片《成龙的传奇》（Jackie Chan: My Story）中提到成龙自己的招牌肢体喜剧是在基顿肢体喜剧表演的基础上发展出来。
喜剧演员理查德·刘易斯（Richard Lewis）坦言基顿是其灵感的主要来源，他也说自己与基顿的遗孀埃莉诺是很好的朋友。刘易斯表示埃莉诺曾说他的眼睛像基顿，他对此极为感动。
埃莉诺·基顿去世时，她委托电影史学者杰弗瑞·万斯将自己的书信和照片无偿捐献给美国电影艺术与科学学会。由埃莉诺·基顿与万斯所写的《铭记巴斯特·基顿》（Buster Keaton Remembered）一书在埃莉诺逝世后出版，并广受好评。
2012年，奇诺·洛伯（Kino Lorber）发行了14碟蓝光盒装基顿作品合集《终极巴斯特·基顿收藏》（The Ultimate Buster Keaton Collection），包含了基顿出演的11部电影。